# José Zulueta y Gomis
José Zulueta y Gomis (Barcelona, 1858 - 1925) fue un político y economista de Cataluña, España. 

## Biografía
Se licenció en Derecho en la Universidad de Barcelona y se doctoró en la Universidad Central de Madrid. Durante su estancia en la capital de España, influido por Emilio Castelar, se afilió al Partido Republicano Democrático Federal, pero después fue el organizador en Cataluña del Partido Reformista de Melquíades Álvarez, por el que también fue diputado al Congreso por el distrito electoral de Villafranca del Panadés en las elecciones generales de 1903, 1905, 1907, 1910, 1914, 1916, 1918, 1919 y 1920.
También fue autor de numerosos estudios de economía agraria como sobre la filoxera y la rabassa morta en la revista Cataluña Agrícola y los diarios La Vanguardia y La Publicidad, fundador de la Federación Agrícola Catalano-Balear, presidente de la Liga de Productores de Cataluña (fundada en 1893) y de la Agrupación Mutua del Comercio y de la Industria, y miembro de la dirección del Instituto Agrícola Catalán de San Isidro (1899-1902), desde las que fomentó las exportaciones comerciales catalanas en América del Sur y la creación de un Banco Nacional Agrario.

## Obras
- Los problemas del Rif
- La ciencia y el arte de pensar correctamente
- Canales de riego